# 아삼두더지땃쥐
아삼두더지땃쥐(Anourosorex assamensis)는 붉은이땃쥐아과에 속하는 땃쥐류의 일종이다. 인도의 고유종이다.